# Malrovedikkopje
Het malrovedikkopje (Muschampia baeticus) is een vlinder uit de familie dikkopjes (Hesperiidae). De wetenschappelijke naam is voor het eerst gepubliceerd in 1839 door Jules Pierre Rambur.
De soort komt voor in Europa.